# Simon Sellier
Pour les articles homonymes, voir Sellier.
Simon Sellier, né le 4 janvier 1995 au Perrier (Vendée), est un coureur cycliste français, professionnel entre 2018 et 2020.

## Biographie

### Débuts cyclistes et carrière chez les amateurs

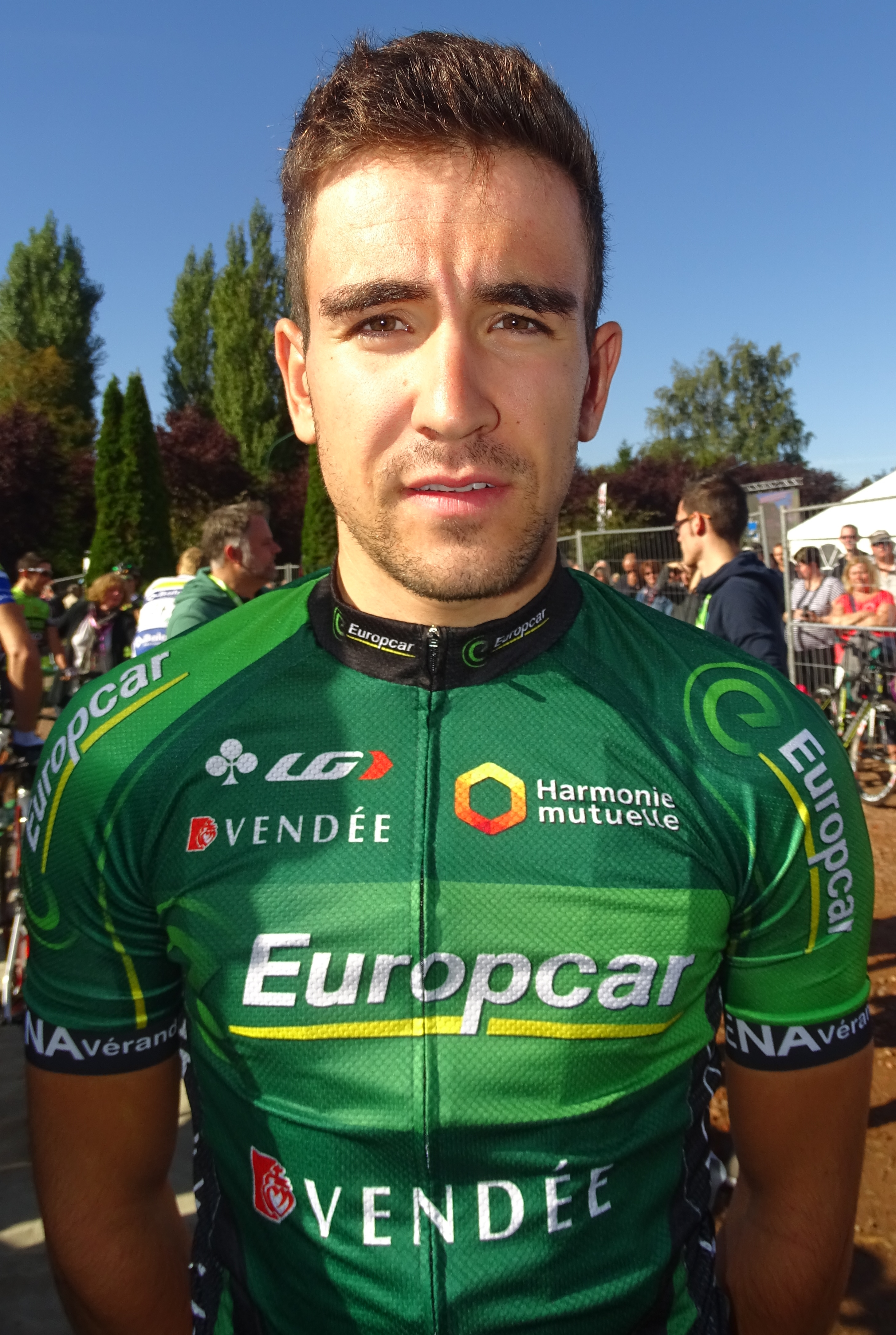
Simon Sellier lors du départ du Grand Prix d'Isbergues 2015, il est stagiaire chez Europcar.

Tour d'abord intéressé par le football, Simon Sellier se lance dans le cyclisme à l'âge de six ans au Vélo Club Challandais. Il court avec ce club jusque dans les rangs juniors, où il côtoie à ses débuts Arnold Jeannesson, qui deviendra par la suite l'un de ses compagnons d'entraînement. 
Lors de sa seconde année cadet en 2011, il se distingue en étant le lauréat du Trophée Madiot. Dans le même temps, il entame un bac pro maçonnerie à Saint-Gilles-Croix-de-Vie, dans l'entreprise de son président de club Jean-Marc Fouquet, tout en évoluant au Pôle espoir de La Roche-sur-Yon, où il mène de concert scolarité et cyclisme. 
Victorieux à deux reprises chez les juniors en 2012, il obtient également trois succès en 2013, parmi lesquels le titre régional de champion des Pays de la Loire. Du côté des études, il prolonge son cursus scolaire en commençant un BTS bâtiment génie civil.
En 2014, il rejoint le Vendée U, réserve de l'équipe professionnelle Europcar pour sa première saison chez les espoirs. Il se distingue au mois de mai en terminant troisième de l'Essor breton, après avoir porté le maillot de leader. 
Après avoir obtenu son BTS, il arrête ses études en 2015 pour ne se consacrer qu'au cyclisme. Cette année-là, il remporte le Circuit de la vallée de la Loire et termine notamment douzième de Liège-Bastogne-Liège espoirs. Il connaît également sa première sélection en équipe de France espoirs pour le Rhône-Alpes Isère Tour, où il se classe quatrième d'une étape. À partir du mois d'août, il devient stagiaire au sein de l'équipe Europcar. 
En 2016, il remporte la troisième étape du Circuit des plages vendéennes,, ainsi que l'Étoile d'or, manche de la Coupe de France DN1,. sous les couleurs de l'équipe de France espoirs, il se classe troisième de Bordeaux-Saintes, et neuvième d'une étape au Tour La Provence. Il effectue ensuite un nouveau stage à partir du mois d’août dans l'équipe première, désormais nommée Direct Énergie. Cette saison 2016 est également marquée par la mort de son coéquipier et ami Romain Guyot,.
En 2017, il termine troisième de Nantes-Segré et de Paris-Connerré, dixième de Paris-Roubaix espoirs mais également cinquième du Grand Prix du Pays de Montbéliard et huitième du Tour du Canton de l'Estuaire en Coupe de France DN1. Membre régulier de l'équipe de France espoirs, il se distingue avec elle en terminant quatrième de Gand-Wevelgem espoirs et septième d'une étape au Tour La Provence. Il est également sélectionné en sélection nationale pour le Tour de l'Avenir, en remplacement de Mathias Le Turnier. Après un début de course compliqué, où il chute dès le premier jour, il se rattrape par la suite en se classant cinquième et septième d'étapes. Il participe également au Tour du Maroc avec le Vendée U. Deuxième de la première étape, il réalise également six autres tops 10 et termine quatrième du classement général.

### Carrière professionnelle
Le 10 juillet 2017, l'équipe Direct Énergie annonce la venue du coureur vendéen à partir de 2018. Il reste trois saisons au sein de l'équipe de deuxième division et occupe principalement un rôle d'équipier. Son meilleur résultat est quinzième de la Handzame Classic 2018. En août 2019, il se fait opérer en raison d'une endofibrose iliaque. Souffrant à nouveau de cette blessure en 2020, il n'est pas conservé en 2021 et décide de mettre un terme à sa carrière à 25 ans.

## Palmarès
| - 2011 - Trophée Madiot - 2012 - 2e de la Flèche Plédranaise - 3e du Prix de la Saint-Laurent Juniors - 2013 - Champion des Pays de la Loire juniors - 2014 - 3eb étape de la Ronde de l'Isard (contre-la-montre par équipes) - 3e étape du Tour de Seine-Maritime (contre-la-montre par équipes) - 3e de l'Essor breton - 2015 - Circuit de la vallée de la Loire | - 2016 - 3e étape du Circuit des plages vendéennes - 2e étape du Tour d'Eure-et-Loir (contre-la-montre par équipes) - Étoile d'or - 3e de Bordeaux-Saintes - 3e du championnat des Pays de la Loire - 2017 - 3e de Nantes-Segré - 3e du Grand Prix de la Chapelle-sur-Erdre - 3e de Paris-Connerré |  |

## Classements mondiaux
| Année           | 2017 |
| --------------- | ---- |
| UCI Europe Tour | 893e |